# Aceralia
Aceralia Corporació Siderúrgica és un grup siderúrgic espanyol integrat en la multinacional ArcelorMittal i que el seu origen es remunta a l'Empresa Nacional Siderúrgica (Ensidesa).

## Història

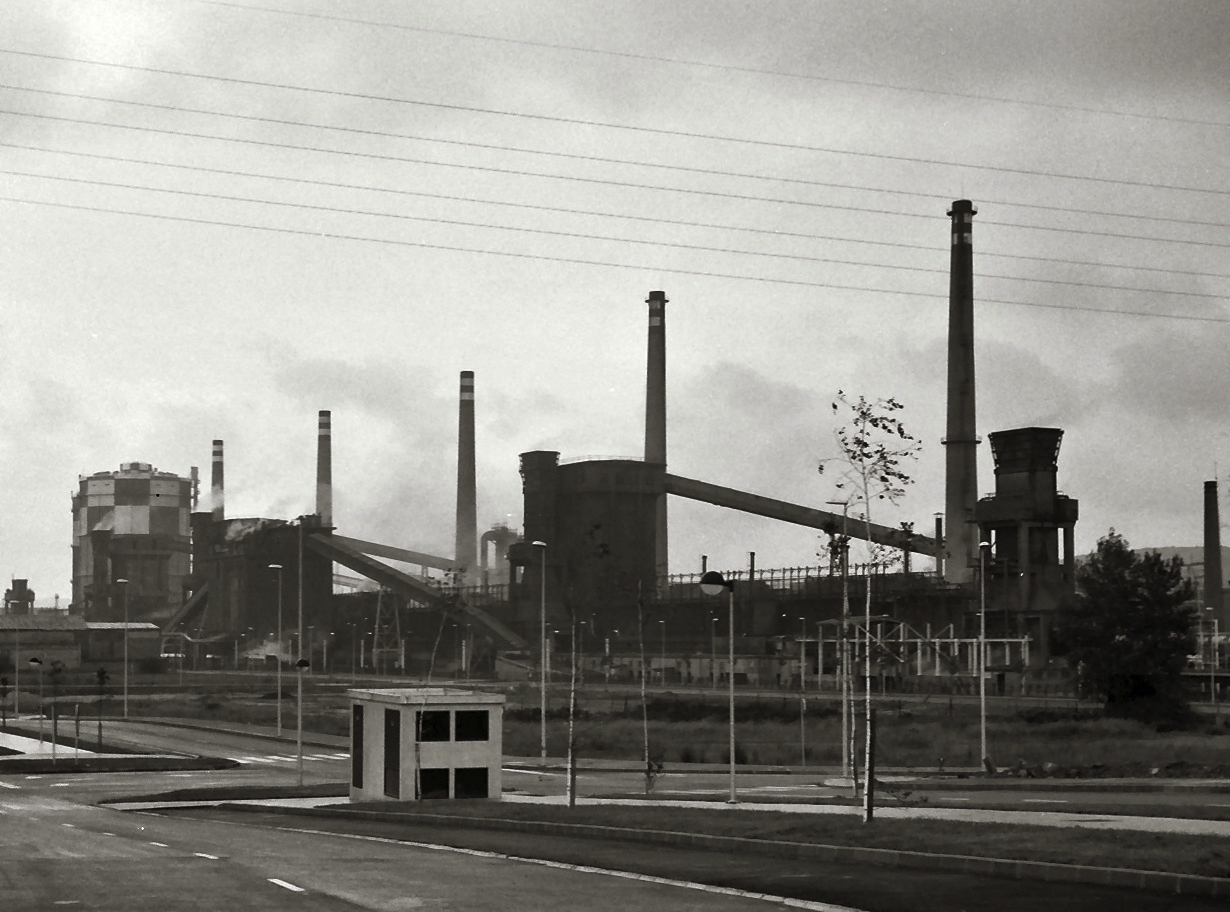
Antiga Ensidesa d'Avilés, avui Arcelor-Mittal

El 1902 neix l'empresa Alts Forns de Biscaia a Bilbao, resultat de la fusió d'altres tres empreses: Alts Forns de Bilbao, La Biscaia i La Iberia.
Posteriorment, el 1950, es constitueix a Avilés l'Empresa Nacional Siderúrgica Societat Anònima (Ensidesa), constituïda amb l'objecte de reforçar el desenvolupament econòmic d'Espanya en la dècada dels 60. El 24 de setembre de 1957 s'inaugura el primer forn alt de Ensidesa, anomenat "Carmen", en honor de Carmen Polo, qui ho va inaugurar. Això va produir la construcció de noves localitats properes a la ria d'Avilés i el desenvolupament d'aquesta ciutat. Ensidesa passa a ser una importantíssima siderúrgia després d'absorbir en 1973 a Uninsa on estaven la Fàbrica de Veriña, Fàbrica de Mieres i la Fàbrica de la Felguera (de l'empresa Duro Felguera).
El desembre de 1994, a conseqüència de l'execució del Pla de Competitivitat Conjunt AHV - Ensidesa, es constitueix el grup Corporació Siderúrgica Integral (CSI), mitjançant la valorització dels actius rendibles, les activitats dels quals s'inicien el 1995. La reorganització de CSI dona lloc el 1997 a la creació de Aceralia Corporació Siderúrgica.
Sent en aquell moment un grup de capital públic, s'inicia el procés de privatització de Aceralia, que compta amb importants fites:
- Aliança estratègica amb el Grup Arbed, una de les empreses siderúrgiques més importants del món,
- Adquisició del Grup Aristraín, primer fabricador espanyol de perfils metàl·lics.
- Compra del Grup Ucín.

Després d'aquest procés Aceralia es va convertir en el major fabricant d'acer a Espanya, amb una producció de gairebé 10 milions de tones.
Posteriorment s'uneix als grups siderúrgics Arbed i Usinor per donar lloc al naixement de Arcelor, un dels més importants grups siderúrgics del món. El projecte d'integració es va materialitzar el 18 de febrer de 2002 amb la cotització en Borsa del nou grup.
Actualment es troba fusionada amb el conglomerat siderúrgic Mittal Steel que a partir de llavors ha passat a denominar-se ArcelorMittal